# مطار الأمير سيد إبراهيم الدولي
مطار موروني الأمير سعيد إبراهيم الدولي (إياتا:HAH / إيكاو:FMCH) هو مطار دولي يقع في موروني عاصمة جزر القمر، سمي المطار بهذا الاسم نسبة إلى الأمير سعيد إبراهيم أحد أمراء جزيرة القمر الكبرى سابقاً.

## شركات الطيران
| شركـات طيـران           | الوجهات                                 |
| ----------------------- | --------------------------------------- |
| طيران أوسترال           | Saint-Denis de la Réunion ‏              |
| طيران مدغشقر            | مطار إيفاتو الدولي، Majunga             |
| الخطوط الجوية التنزانية | مطار جوليوس نيريري                      |
| مصر للطيران             | مطار القاهرة الدولي، مطار جوليوس نيريري |
| الخطوط الجوية الإثيوبية | مطار أديس أبابا بولي الدولي             |
| Ewa Air                 | Dzaoudzi                                |
| الخطوط الجوية الكينية   | مطار جومو كينياتا الدولي                |
| بريسيجن إير             | Anjouan، مطار جوليوس نيريري             |
| الخطوط الجوية التركية   | موسمي: مطار إسطنبول الدولي              |

## حوادث
- في 30 يونيو 2009 تحطمت طائرة الخطوط الجوية اليمنية الرحلة 626 من طراز إيرباص إيه 310 (رقم التسجيل: 7O-ADJ) في مياه المحيط الهندي عندما كانت تستعد للهبوط في موروني، وعلى متنها 153 شخصاً، وتعود أسباب سقوط الطائرة حسب التقارير الرسمية إلى خطأ بشري من الطيارين. توفي جميع الركاب والطاقم، ونجت طفلة واحدة فقط إسمها بهية بكاري.[8]
- في 27 نوفمبر 2012، كانت طائرة من طراز إمبراير إي إم بي 120 (رقم التسجيل: D6-HUA) في رحلتها من موروني إلى أنجوان على متنها 25 راكباً و 4 من الطاقم، لحظات بعد إقلاعها من موروني، فقدت الطائرة الارتفاع وأثناء محاولة الطيار العودة إلى بها إلى المطار، سقطت في البحر، على بعد حوالي 5 كلم شمال المطار، وقد أنقذ الصيادون المحليون الجميع على متنها، كانت هناك إصابات طفيفة فقط.[9]